# 2N Telekomunikace
	2N TELEKOMUNIKACE a.s. je společnost se sídlem v Praze působící v oblasti vývoje a výroby ICT a výrobků pro fyzickou bezpečnost. Do portfolia 2N patří především IP interkomy pro komunikaci dveří a tísňová volání, řešení pro řízení přístupu IP, IP audio systémy, výtahové systémy, výrobky M2M nebo telekomunikační systémy. Výrobky podléhají normám ISO, TÜV, UL, CE a jsou kompatibilní se systémy třetích stran (ONVIF, Milestone, Cisco, Bosch, Avaya, Alcatel-Lucent a další). Výrobky jsou vyráběny na území Evropy a vyváženy do více než 140 zemí světa s hlavními trhy v USA, Itálii a Německu.

## Historie
2N byla založena 20. května 1991 v ulici Na Nivách v Praze. V roce 1992 uvedla 2N první telefonní ústřednu ATEUS 280. V roce 2000 se 2N změnila na akciovou společnost. Jedním z hlavních produktů byla 2N StarGate, brána pro spojení mobilní a pevné telefonní sítě. O dva roky později uvedla 2N na trh náhradu pevné linky s označením 2N EasyGate. Důležitým pro 2N byl rok 2008, kdy jako první společnost na světě uvedla na trh vůbec první IP interkom 2N Helios IP Vario. V roce 2011 se začala 2N zaměřovat také na oblast IP audia. V témže roce otevřela první pobočky v USA na Floridě. V roce 2013 byl uveden na trh 2N Helios IP Verso, který se stal vlajkovou lodí portfolia IP interkomů od 2N. O rok později byla otevřena pobočka v Itálii nedaleko Turína. V květnu 2016 firmu 2N koupila švédská společnost Axis Communications AB, jednička na trhu v oblasti síťového videa. V roce 2017 představila 2N videoslužbu 2N Mobile Video, jež umožňuje majitelům domů přijímat hovory a videohovory z interkomu 2N na mobilních telefonech a otevírat dálkově dveře. Nové logo společnosti 2N vzniklo v roce 2018, jakožto symbol sepětí se skupinou Axis, jejíž je součástí. V březnu roku 2018 představila 2N první LTE interkom na světě 2N LTE Verso.[zdroj?]

## Portfolio společnosti
- Interkomy
- IP přístupové systémy
- Odpovídací jednotky
- IP audio
- Výtahové systémy
- Telekomunikační systémy